# Burg-Wächter
Die BURG-WÄCHTER GmbH & Co. KG (Eigenschreibweise: BURG-WÄCHTER) mit Sitz in Wetter-Volmarstein ist ein Hersteller präventiver Sicherheitstechnik. In ihrem Sortiment befinden sich Schlösser und Tresore, Briefkästen, Türschlosselektronik, Messtechnik, Videoüberwachung, Tür- und Fenstertechnik sowie Kassetten und Schlüsselboxen. Im Tresorbau zählt Burg-Wächter zu den Weltmarktführern. Das Unternehmen ist christlich geprägt. Die Burg im Markenzeichen ist die Burg Volmarstein.

## Firmengeschichte und Produkte

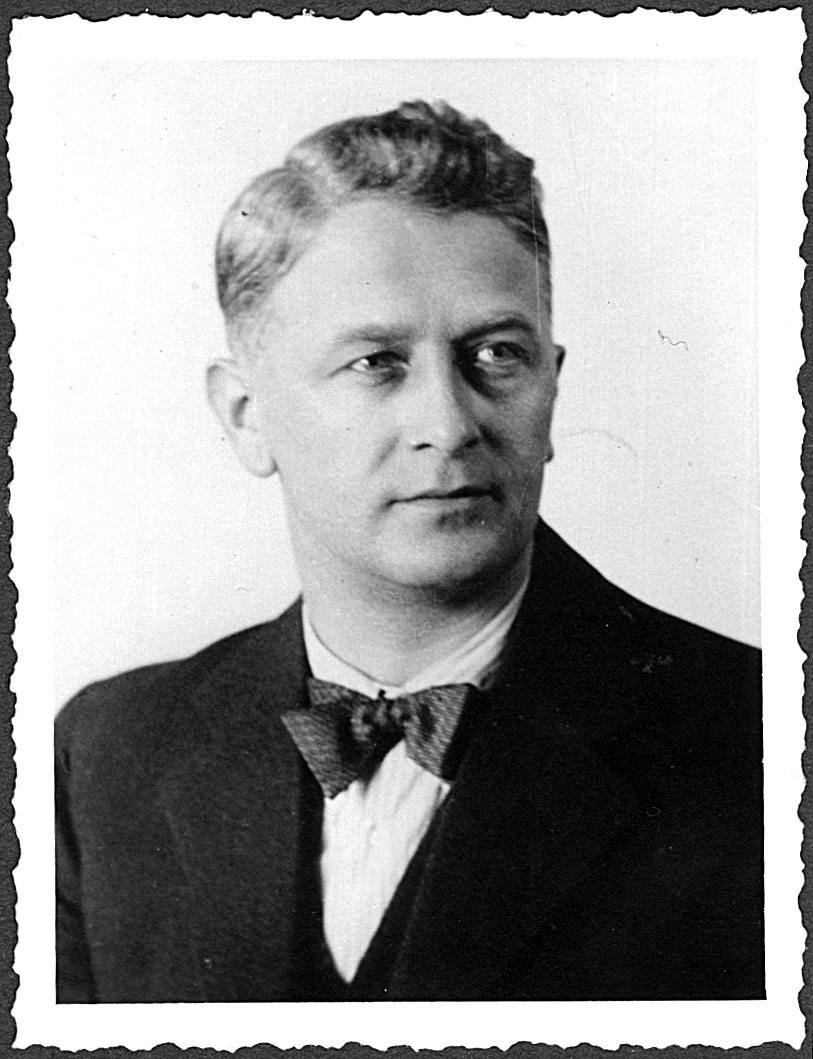
Alfred Lüling (1899–1960) gründete Burg-Wächter 1920

### Die Anfänge (1920 bis 1961)
Das Unternehmen wurde am 25. November 1920 von Alfred Lüling (2. November 1899 bis 22. Juni 1960) und dessen Onkel Ferdinand Buhl als Vertrieb für den damaligen führenden Schlosshersteller Burg gegründet. Die Handelsfirma trug den Namen F.Buhl & Co. Die Firma Burg gehörte Alfred Lülings Vater, Friedrich Wilhelm Lüling. Ab 1923 ging das Alleinvertriebsrecht der Burg-Vorhängeschlösser für Deutschland an F.Buhl & Co über.

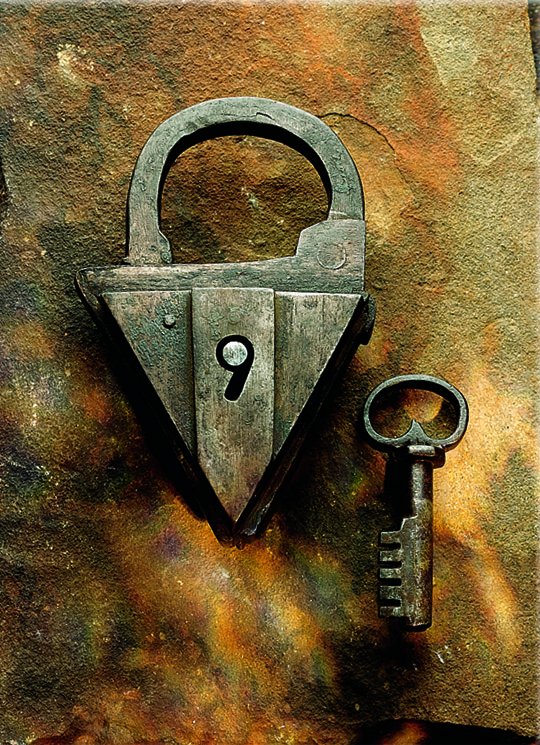
Altes Vorhängeschloss von Burg-Wächter

Nachdem das Unternehmen zunächst expandierte, musste es während des Zweiten Weltkriegs seine Geschäfte zurückfahren und teilweise ganz einstellen. Da alle Produktionsstätten erhalten blieben, konnte die Firma nach Kriegsende ihre Tätigkeit wieder in vollem Umfang aufnehmen. Erste Innovationen wurden 1949 mit einem bügellosen Schloss und einem Panzerriegel auf den Markt gebracht. 1950 traten die Söhne des Firmengründers – Alfred jr., Adalbert und Friedhelm Lüling – in das Geschäft ein. In jenem Jahr firmierte das Unternehmen um und wurde zu Burg-Wächter.

### Erweiterungen und Innovationen (1962 bis 1992)

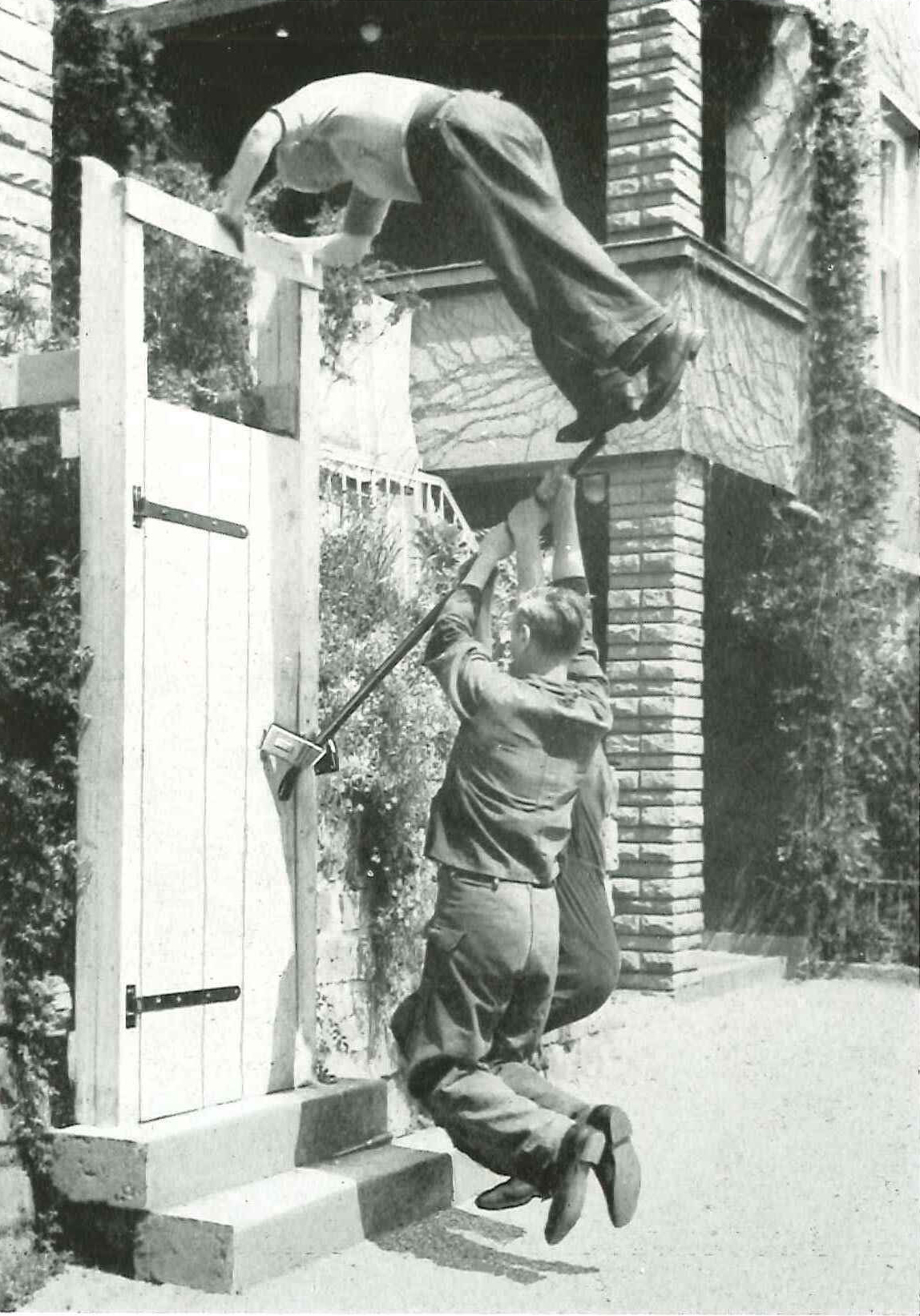
Werbeaktion in den 1950er-Jahren: Drei Männer beim Versuch, ein Schloss von Burg-Wächter zu knacken

1962 wurde in Wetter-Volmarstein mit der Fertigung von Zylinder-Vorhängeschlössern begonnen. Neben der Betriebsstätte am Stammsitz erbaute das Unternehmen im 1964 eine weitere Produktionsstätte in Meinerzhagen-Valbert, die bis heute mehrere Male erweitert worden ist. Es folgten zahlreiche Neuerungen. 1966 brachte Burg-Wächter Geldkassetten auf den Markt, 1971 wurden Wandtresore und Geldschränke neu ins Programm aufgenommen.
Im vierten Quartal 1975 wurden erste Briefkästen ausgeliefert. 1982 wurde das Portfolio um Kunststoff-Briefkästen erweitert. 1984 folgte die Einführung des „Secutronic“-Kombinationsschlosses bei Tresoren mit 111 Millionen Kombinationsmöglichkeiten. 1990 kam die Tresor-Serie „Royal“ auf den Markt. Mit dieser wurde Burg-Wächter Mitglied in der „Fachgemeinschaft Geldschränke und Tresor-Anlagen“ im VDMA und im ECB•S „European Certification Board - Security Systems“ für Tresore und Tresorschlösser.

### Die Neuzeit (1993 bis heute)
Nach der deutschen Einheit baute Burg-Wächter in Gägelow bei Wismar 1993 eine neue Produktionsstätte, dort stellt die Tochterfirma Secu elektronische und mechanische Verschlusstechnik sowie Explosionsschutz her. 1997 startete in Arad (Rumänien) die Tochterfirma Securo mit Produktion von Tresoren und Vertrieb. Als letzter ausländischer Produktionsstandort kam die Tochterfirma China Safe 2005 (Nanjing China Safe Co. Ltd.) mit einem Werk in Nanjing (China) hinzu, dessen Kapazitäten 2015 verdoppelt wurden.
Des Weiteren erwarb Burg-Wächter 2012 die auf Videosicherheit spezialisierte Firma Santec aus Ahrensburg und die französische BALSA-Gruppe. Der Vertriebsstandort in Frankreich ist in Mommenheim. 2013 kam die britische Sterling-Gruppe hinzu.
2007 kam das elektronische Türschloss-System TSE auf den Markt, das mittlerweile unter dem Namen secuEntry verkauft wird. 2016 wurde die Produktpalette durch die Paketbox eBoxx mit Bluetooth-Funktion erweitert, in der Lieferungen von Paketdiensten abgelegt und Retouren versendet werden.

## Auszeichnungen
- 2011 zählte Burg-Wächter zu den Preisträgern der iF design awards 2012.[14] Der Briefkasten Quadus und das elektronische Türschloss TSE 5000/6000 wurden ausgezeichnet.
- 2015 erhielt Burg-Wächter für die secuENTRY-Serie den Plus X Award als „Bestes Produkt 2015/2016“.[15] Außerdem wurde Burg-Wächter zusätzlich mit dem Gütesiegel in den Kategorien High Quality, Design, Bedienkomfort und Funktionalität ausgezeichnet.
- 2016 erhielt Burg-Wächter für die eBoxx mit Parcel Lock den Plus X Award.[16]

Der Plus X Award ist als Auszeichnung jedoch nichtssagend, da dieser Award nicht unabhängig verliehen wird und ihn jedes Unternehmen erhalten kann, sofern ein Unkostenbeitrag geleistet wurde.

## Standorte
- Wetter-Volmarstein: Hauptsitz, Produktion, Importlager
- Meinerzhagen-Valbert: Forschung und Entwicklung, Produktion, Zentrallager, Schulungszentrum
- Gägelow bei Wismar (Tochterfirma Secu): Produktion
- Meinerzhagen-Valbert: (Tochterfirma BURG-GUARD): Hauptsitz, Zentrallager, Service und Support
- Arad, Rumänien (Tochterfirma Securo): Produktion und Vertrieb
- Nanjing, China (Tochterfirma China Safe): Produktion

## Engagement im Sport
Burg-Wächter unterstützt verschiedene Sportvereine und Individualsportler. Das Unternehmen war Namenssponsor der Sporthalle Castello Düsseldorf, die bis 2011 „Burg-Wächter Castello“ hieß. Von März 2012 bis Juni 2020 war die Firma Partner des Fußball-Bundesligisten Borussia Dortmund.
Seit 1998 werden vom Trackteam Burg-Wächter junge Leichtathleten gefördert. Zu den unterstützten Athleten zählten beispielsweise Raphael Holzdeppe oder Sabrina Mockenhaupt. Aktuell werden acht Sportler unterstützt, darunter Gina Lückenkemper, Lena Malkus und Alina Reh.

## Kritik
Im Computer Club 2 TV kritisierte Wolfgang Rudolph die Reaktion der Firma Burg-Wächter auf eine durch ihn gefundene Sicherheitsschwachstelle in einem elektronischen Türschließsystem im Jahr 2024. Durch einfaches Kopieren von Funkaussendungen von passiven NFC-Transmittern ist es möglich mit fremden Sendern die Türsysteme zu öffnen. Bislang hat das Unternehmen das System nur aus dem Verkauf genommen aber keine Lösung für Bestandskunden bereitgestellt.